# Belle Air
Belle Air var ett albanskt lågprisflygbolag med sina huvudkvarter i Tirana, som drev internationella flygningar. Främst då till Italien men även till andra länder såsom Belgien, Egypten, Israel, Kosovo, Schweiz, Turkiet och USA. Belle Air var ett privatägt flygbolag och grundades år 2005. Den 24 november 2013 meddelades det att bolaget hade gått i konkurs och att samtliga flygningar avbröts. 

## Flotta
Belle Airs flotta såg ut så här i juni 2012 

## Incidenter
- Den 17 augusti 2007 fick Belle Air LBY 601, en McDonnell MD-80 återvända till flygplatsen efter tekniska problem. Ingen människa skadades.
- Den 20 februari 2008 fattade motorn på en McDonnell MD-82 eld strax före start. Planet skulle ha flugit från Verona till Tirana men istället var man tvungen att evakuera planet. Ingen ombord på planet skadades. Olyckan skulle kunna ha berott på ett oljeläckage.